# Radeberger Kulturleben
Das Radeberger Kulturleben war eine von September 1955 bis Dezember 1976 als Periodikum monatlich herausgegebene Kulturzeitschrift für die Region Radeberg.

## Herausgeber
Für die Hefte 1 und 2 war der Rat der Stadt Radeberg alleiniger Herausgeber, ab Heft 3 (November 1955) dann in Zusammenarbeit mit dem Kulturbund zur demokratischen Erneuerung Deutschlands, Ortsgruppe Radeberg.
Der Druck erfolgte im VEB Buchdruckerei Radeberg.
Der Verkaufspreis pro Heft betrug konstant 25 Pfennige. Neben den Verkaufs- und Anzeigen-Einnahmen wurde die Zeitschrift mit öffentlichen Geldern bezuschusst.

## Erscheinungsverlauf
Das erste Heft erschien im September 1955. Bis zur Einstellung der Herausgabe im Dezember 1976 erschienen bei monatlicher Periodizität insgesamt 256 Ausgaben.

## Form
Die Zeitschrift erschien im Format 14,8 × 21,0 cm (DIN A5), war einlagig broschiert und drahtgeheftet (Klammer-Heftung).
Die Innenseiten wurden auf ungebleichtem, holzhaltigem Recycling-Papier ähnlich dem heutigen LWC-Papier mit ca. 60 g/m² gedruckt, wobei die 2 mittleren Bogen (Veranstaltungs-Kalender) aus dunklerem Papier bestanden.
Der Umschlag bestand aus halbmattem gestrichenem Papier mit etwa 90 g/m². Die Titelseite war monatlich wechselnd einfarbig mit einem nach einheitlichem Layout in Graustufen eingefügten Bild (Grafik oder Fotografie) gestaltet. Nach der im November 1956 erfolgten Umfirmierung des VEB Sachsenwerk Radeberg in den VEB RAFENA-Werke Radeberg als dem zentralen Fernsehgeräte-Hersteller in der DDR wurde das bisher rechteckige Titelbild in die Umriss-Kontur der damaligen (leicht ovalen) Fernseh-Bildschirme geändert. Der Rücktitel wurde ohne grafische Gestaltung gemäß fortlaufendem Heft-Inhalt gedruckt, auch als Anzeige.
Der Umfang pro Heft (ohne Umschlag) lag bei etwa 20 bis 24 Seiten (5 bis 6 Bogen).

## Inhalt

### Kulturelles Leben in Radeberg
Neben regelmäßigen Einzel-Arbeiten zu diesem Thema war im Mittelteil als fester Bestandteil auf konstant 8 Seiten eine umfassende monatliche Veranstaltungs-Vorschau enthalten. Diese beinhaltete:
- Kinoprogramme für Radeberg und Arnsdorf (ständige Spielstätten)
- Konzertvorschau für Dresden
- Theater-Programme für alle Dresdner Theater
- Veranstaltungs-Vorschau für das Radeberger Kulturhaus „Maxim Gorki“
- Programm und Übungs-Kalender der Volkskunstgruppen und der Zirkelarbeit
- Sport-Veranstaltungen.

### Regionale Themen
Aktuelle Themen zum gesellschaftlichen Leben in der Stadt Radeberg waren fester Bestandteil. Einen großen Teil nahmen Arbeiten zur regionalen Historie ein, von ur- und frühgeschichtlichen Themen über Orts-, Bau-, Verkehrs- und Industrie-Geschichte, Ereignisse, Kulturelles Leben und Bildungswesen in der Stadt, bedeutsame Persönlichkeiten, naturwissenschaftliche Themen bis zur neueren Geschichte der Stadt und ihrer Umgebung. Grundsatz dabei war ein populärwissenschaftlicher, allgemeinverständlicher Stil. Verfasser waren Vertreter aller Bevölkerungsschichten, von anerkannten Radeberger Wissenschaftlern und Historikern (z. B. Felix Schwabe, Theodor Arldt, Erich Bär, Rudolf Limpach, Georg Banda, Hanns Franke, Manfred Drobny u. v. a.) bis zu Hobby-Historikern und Autoren aller Interessengruppen. Alle Autoren arbeiteten ehrenamtlich und unentgeltlich.

### Chroniken der Stadt Radeberg
In 110 mehrseitigen Folgen ist ab 1967 die „Kleine Chronik einer alten Stadt“ auf den Umschlag-Seiten 3 und 4 veröffentlicht worden. Alleiniger Verfasser war Rudolf Limpach, der 1953 Mitbegründer des Radeberger Heimatmuseums im Schloss Klippenstein war und dieses von Januar 1954 bis Dezember 1990 geleitet hatte. Limpach hat in akribischer Genauigkeit verschiedenste Quellen erschlossen, chronologisch exakt aufbereitet, Einzel-Aussagen komprimiert, neue eigene Forschungen zugefügt und alles in einem neuen, komplexen Gesamtwerk zusammengefasst. Es beginnt mit der Erst-Erwähnung Radebergs im Jahre 1219. Mit dem Einstellen der Zeitschrift im Dezember 1976 endete auch die Veröffentlichung dieser Chronik, die bis dahin den Zeitraum bis 1772 überspannt hatte. Der wissenschaftliche Wert dieser Arbeit besteht auch darin, dass Limpach direkt beim jeweiligen Ereignis die Quellen angegeben hat und damit weiterführende historische Recherchen und Bearbeitungen wesentlich erleichtert.

Limpach hatte in dieser 10-jährigen Arbeit alle ihm bekannten und zugänglichen Akten- und Urkundenbestände durchgearbeitet und die verfügbaren früheren Chroniken zugrunde gelegt.
Dieses Gesamtwerk ist als sogenannte Chronik Limpach in die Radeberger Geschichtsschreibung eingegangen.

Weitere wesentliche Quellen waren:
- Otto Mörtzsch: Kleine Chronik von Radeberg[2]
- Friedrich Bernhard Störzner: Was die Heimat erzählt[3]
- Heinrich von Martius: Radeberg und seine Umgebungen. Eine historische Skizze. Bautzen 1828[4]

### Illustrationen
Neben zum Teil historischen Fotografien sind in das Titel-Layout regelmäßig Werke (überwiegend Zeichnungen) des Radeberger Malerchronisten Karl Stanka mit Motiven des alten Radeberg eingefügt worden. Der Innenteil enthielt aktuelle und historische Fotografien sowie Grafiken. Unter anderem wurden auch Nachzeichnungen historischer Originale von Gerhard Kosmalla als Titelbilder sowie als Artikel-Illustrationen verwendet.

### Periodische Beiträge

#### „Die Kanonenkugel“
Ab Juli 1956 erschien bis Ende 1969 monatlich unter dem Pseudonym „Lunte“ ein ganzseitiger Beitrag in Versform, der humoristisch bis satirisch Missstände und Unzulänglichkeiten aufzeigte und kritisch betrachtete. Verfasser war bis 1969 der Radeberger Lehrer und Heimatforscher Georg Banda († 17. April 1969), der seit dem Erscheinungsbeginn der Redaktionskommission angehörte.

#### „Ein Blick zum Sternenhimmel“
Der damalige Leiter der Fachgruppe Astronomie der Ortsgruppe Radeberg des Deutschen Kulturbundes und Leiter der Volkssternwarte Radeberg, Erich Bär, veröffentlichte von September 1955 (Erste Ausgabe) bis Juli 1963 monatlich die territorialen astronomischen Informationen zum Fixsternhimmel, zur Planetensichtbarkeit und zu aktuellen astronomischen Ereignissen. Ihm zu Ehren und zur Würdigung trägt die Volkssternwarte Radeberg den Namen „Erich Bär“.

## Vertrieb
Der Vertrieb erfolgte im regionalen Freiverkauf (Buch- und Zeitschriftenhandel).

## Mitarbeiter
Der Verantwortliche Redakteur, die Redaktionskommission und die Anzeigenannahme arbeiteten ehrenamtlich und wurden von einer Vielzahl freiwilliger, unentgeltlich arbeitender Autoren mit Beiträgen zu historischen und aktuellen regionalen Themen unterstützt.